# شعله‌افکن

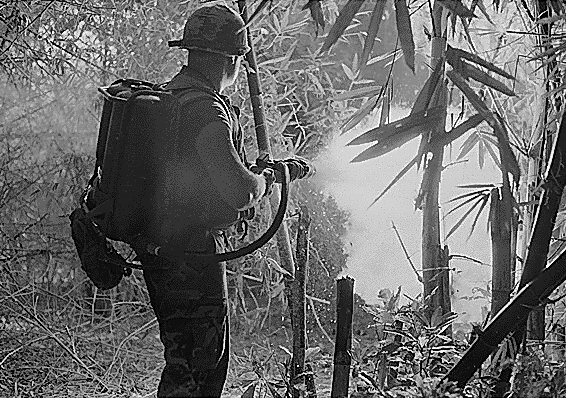
سرباز آمریکایی در حال استفاده از شعله‌افکن در جنگ ویتنام

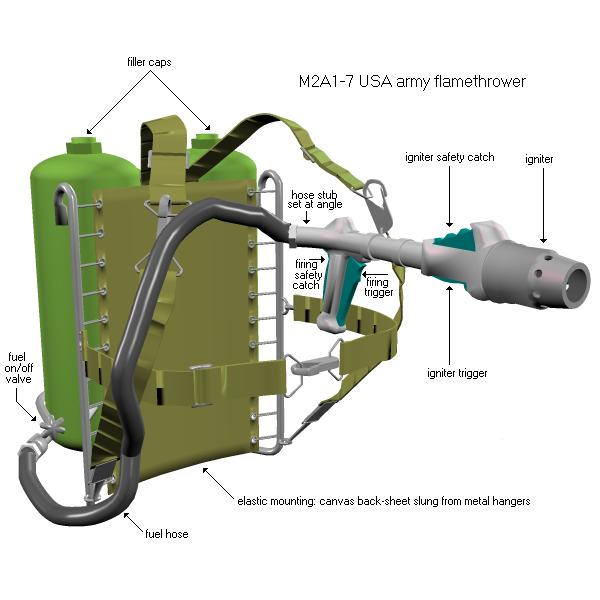
شعله‌افکن ارتش آمریکا به همراه توضیحات قسمت‌های مختلف آن

شعله‌افکن وسیله‌ای مکانیکی است که برای تولید رشته‌ای کنترل شده از آتش طراحی شده است. شعله‌افکن‌ها کاربردهایی در امور نظامی و کشاورزی دارند.
از کابرد‌های نظامی آن میتوان به:
آتشزدن سنگرهای دشمن
کشاورزی:
سوزاندن علفها

## نگارخانه

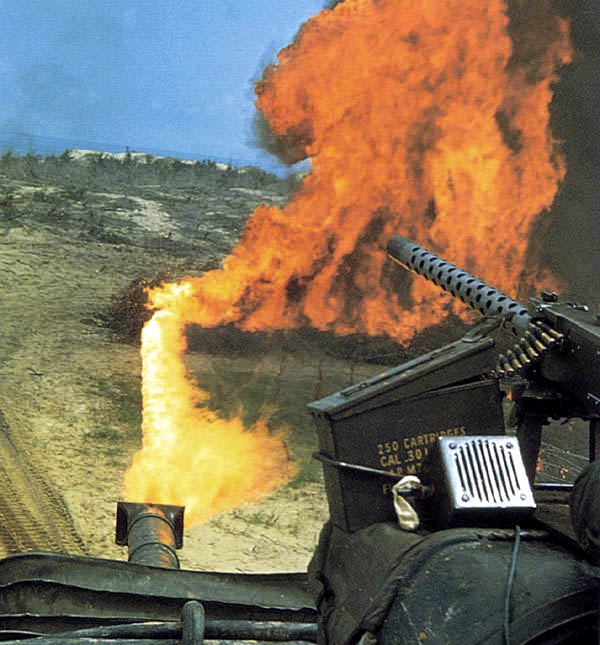
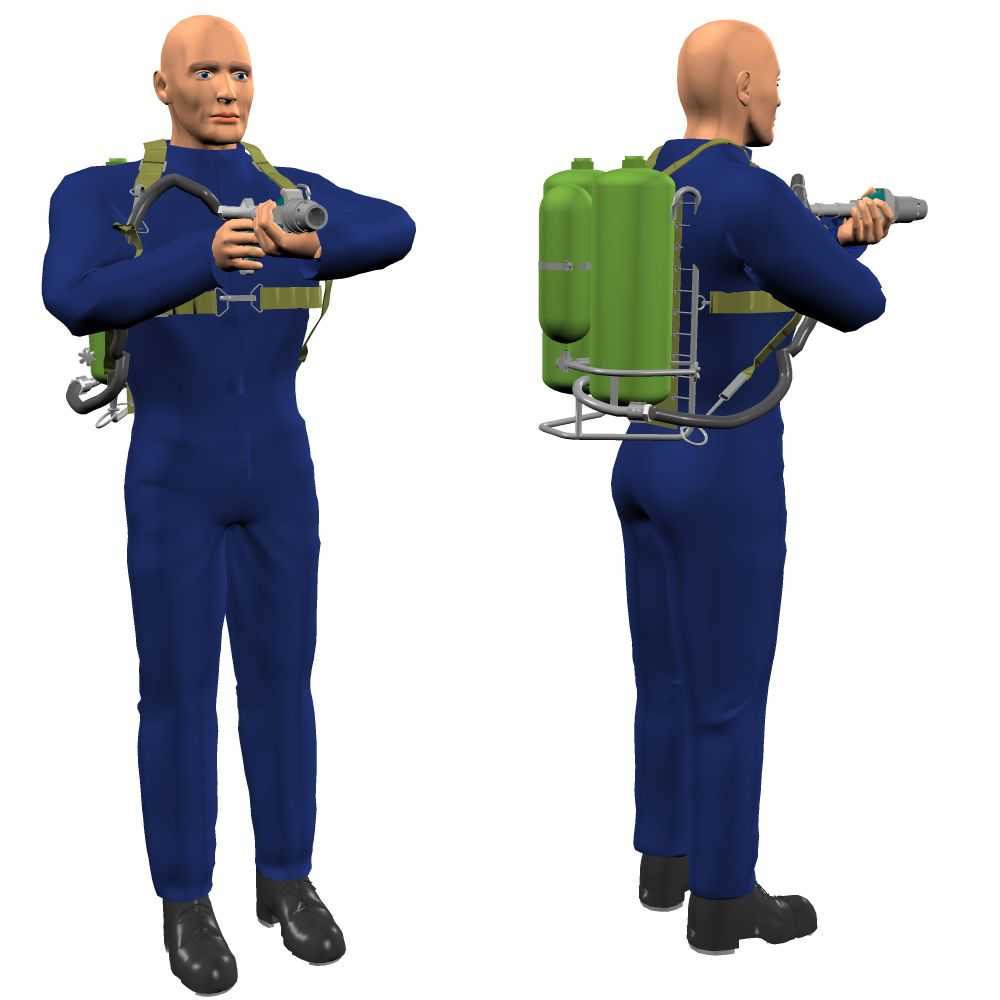
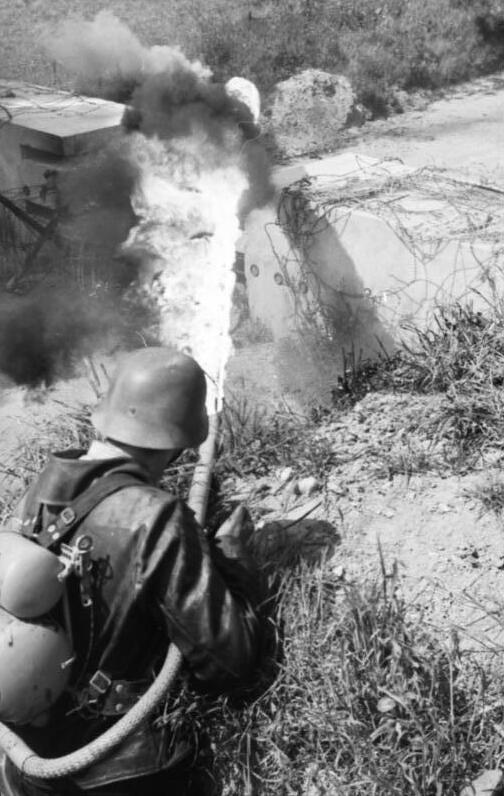
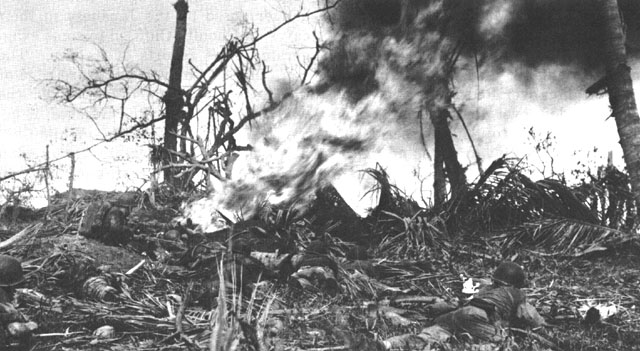